# Bandeira de Abaetetuba
A bandeira de Abaetetuba é um dos símbolos oficiais de Abaetetuba, município localizado no estado do Pará. A Lei Orgânica Municipal prevê no parágrafo único do Artigo 3: "São símbolos do Município a Bandeira, o Hino e o Brasão, representativos de sua cultura e história."
Historia
A bandeira de Abaetetuba foi criada em 20 de dezembro de 1969 pelo Sr. Jair Nery, quando legislava como vereador da Câmara Municipal de Abaetetuba.A bandeira de Abaetetuba é um dos símbolos oficiais do município. Seu desenho consiste em um retângulo dividido em duas partes iguais por uma linha vertical, sendo a parte da esquerda é azul e da direita vermelha. No centro da bandeira está o brasão do município. Filosoficamente, procura retratar uma síntese da vida econômica do município já que, segundo o vereador, é em função da economia que uma unidade política vive.
Simbolismo
O azul representa os rios, o meio de transporte predominante no município como forma de escoamento da produção. Já o vermelho, enfatiza a fibra e a disposição do cabloco abaetetubense na luta do dia a dia. O brasão localizado entre as faixas representa uma síntese da vida econômica do município. Sua forma, uma taça, simboliza comunhão ou cooperação na economia em Abaetetuba. Seguindo esse principio, no centro do escudo há o capacete de Mércurio (tradicional símbolo do comércio) e a roda dentada (a indústria), ambos interligados numa sequência harmônica e cooperativa. Nas rodas dentadas, representou-se a madeira e a cerâmica como principais atividades industriais. Os ramalhetes de cana-de-açucar colocados na base representam a lavoura em geral. Como figura central do brasão nota-se um barco estilizado, representando a construção naval e também por se tratar de um importantíssimo meio de escoamento da produção municipal.